# Alnus subcordata
Alnus subcordata là một loài thực vật có hoa trong họ Betulaceae. Loài này được C.A.Mey. mô tả khoa học đầu tiên năm 1831.